# Mastvraket
Mastvraket är arbetsnamnet på ett nederländskt fraktfartyg som förliste 1714 då det var på väg från Nederländerna till Nyköping. Skeppet sjönk av okänd anledning rakt ner i Örsbanken mellan Oxelösund och Hävringe nära Bråviken. Det hamnade på 30 meters djup och står kölrätt på den plana dybotten. Vraket är skrovhelt och delar av lasten finns kvar. Man har även hittat keramik, glasflaskor, husgeråd och kritpipor och några av lösfynden har bärgats. Akterspegeln är delvis bevarad och rodret står med utslag åt styrbord. Den större av skeppets två master står fortfarande likt ett utropstecken och pekar rakt upp, vilket bidragit till namnet Mastvraket.
Skeppsvraket påträffades 1992 och var länge oidentifierat, men arkivforskning tyder på att det rör sig om Femb Vänner, en galeon som förliste 1714. Vrakets virke är dendrodaterat till cirka 1720. Det uppges vara kravellbyggt, samt 17 meter långt och knappt 5 meter brett.
Dykförbud råder på platsen.